# Monastýr Agios Stefanos
Monastýr Agios Stefanos (řecky Μονή Αγίου Στεφάνου) je ženský pravoslavný monastýr (klášter), který je součástí klášterního komplexu Meteora v oblasti Thesálie v Řecku poblíž města Kalambaka. Nachází se na vrcholu skály.
Je jedním ze šesti monastýrů, které nadále působí v Meteoře, která je od roku 1988 zařazena na seznam světového dědictví UNESCO. Monastýr podle tradice založil koncem 12. století asketa Jeremiáš. Stavba budovy kláštera začala ve 14. století a byla dokončena v 16. století. Současnou podobu získal klášter budovami z 18. a 19. století. Od roku 1961 je v klášteře ženská mnišská komunita.
Monastýr je přístupný přes můstek. Cely mnišek jsou umístěny po obou stranách vchodu. Na jihovýchodní straně areálu je starý katholikon, který pochází z 15. století, byl renovován v 16. století a jsou v něm nástěnné malby. Katholikon z roku 1798 je na severozápadní straně areálu.

## Galerie

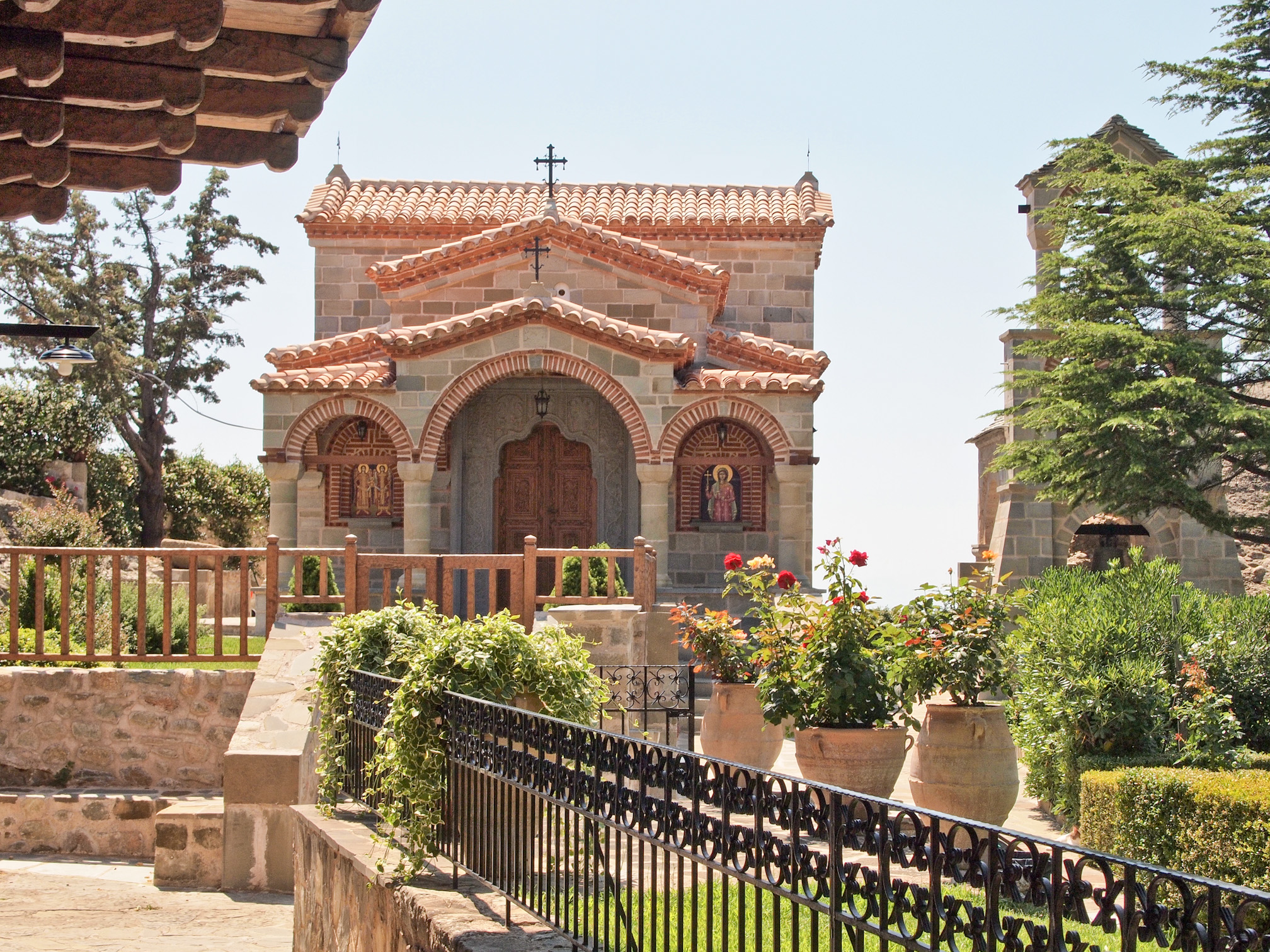
Katholikon
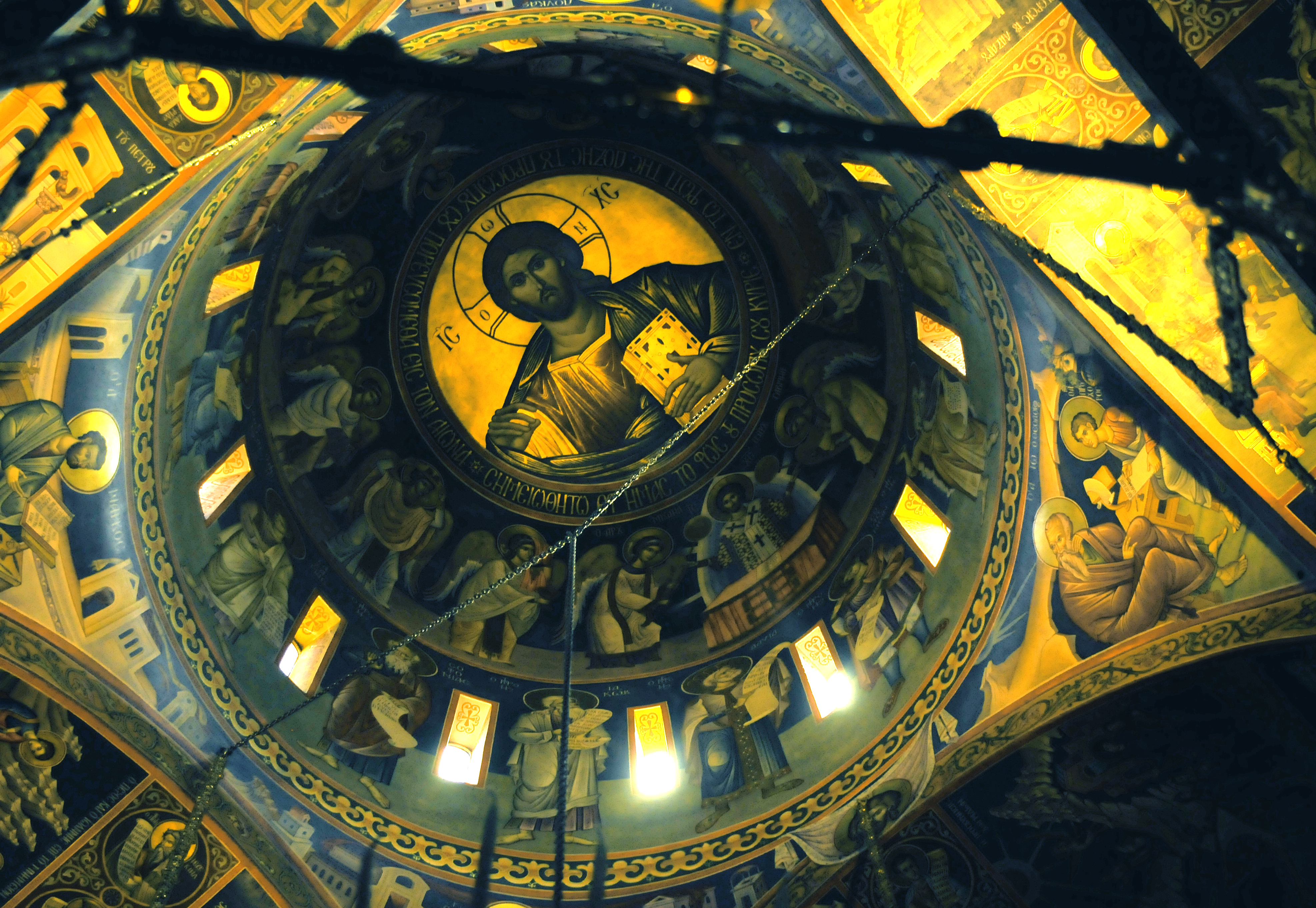
Malířská výzdoba katholikonu
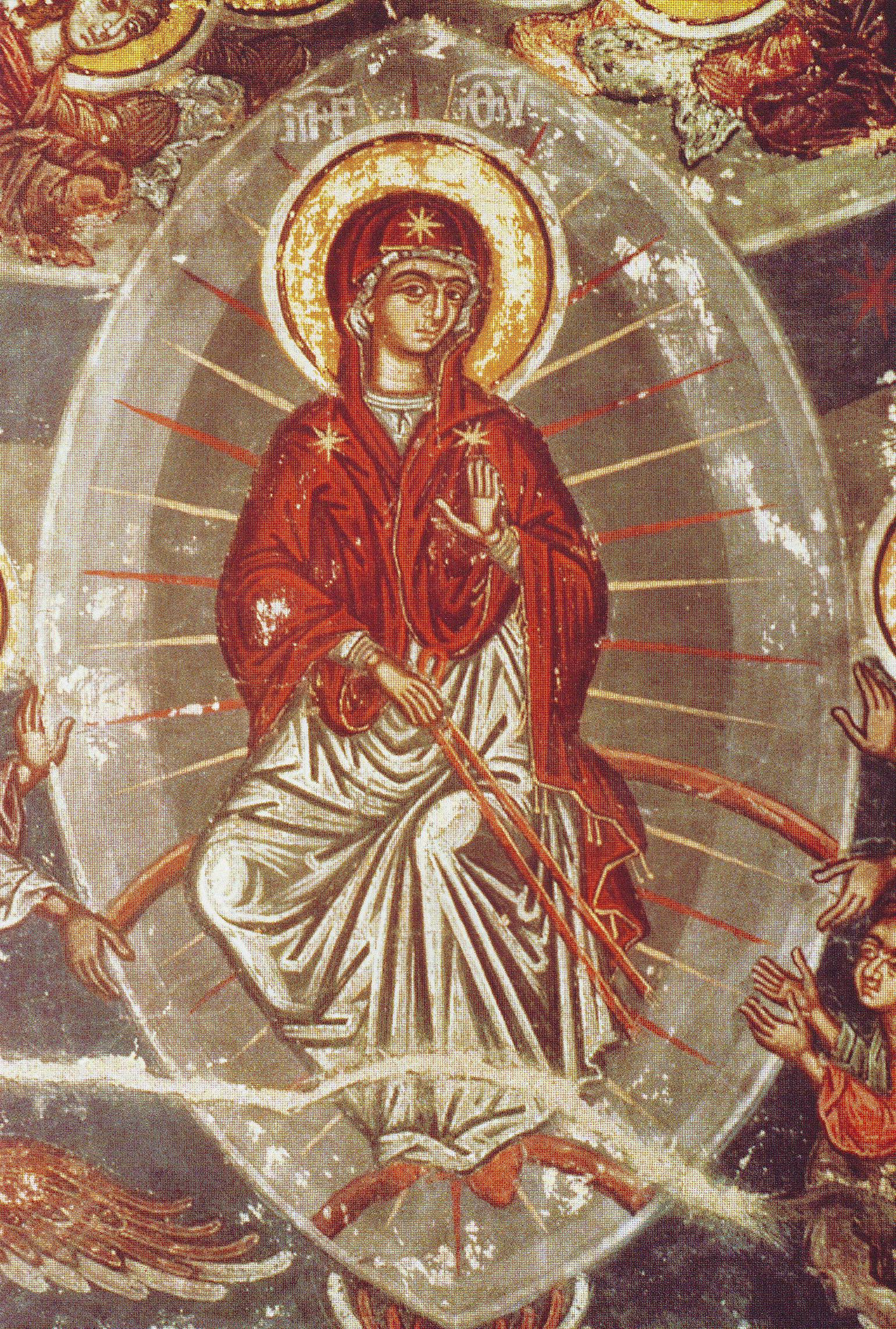
Nástěnná malba v katholikonu
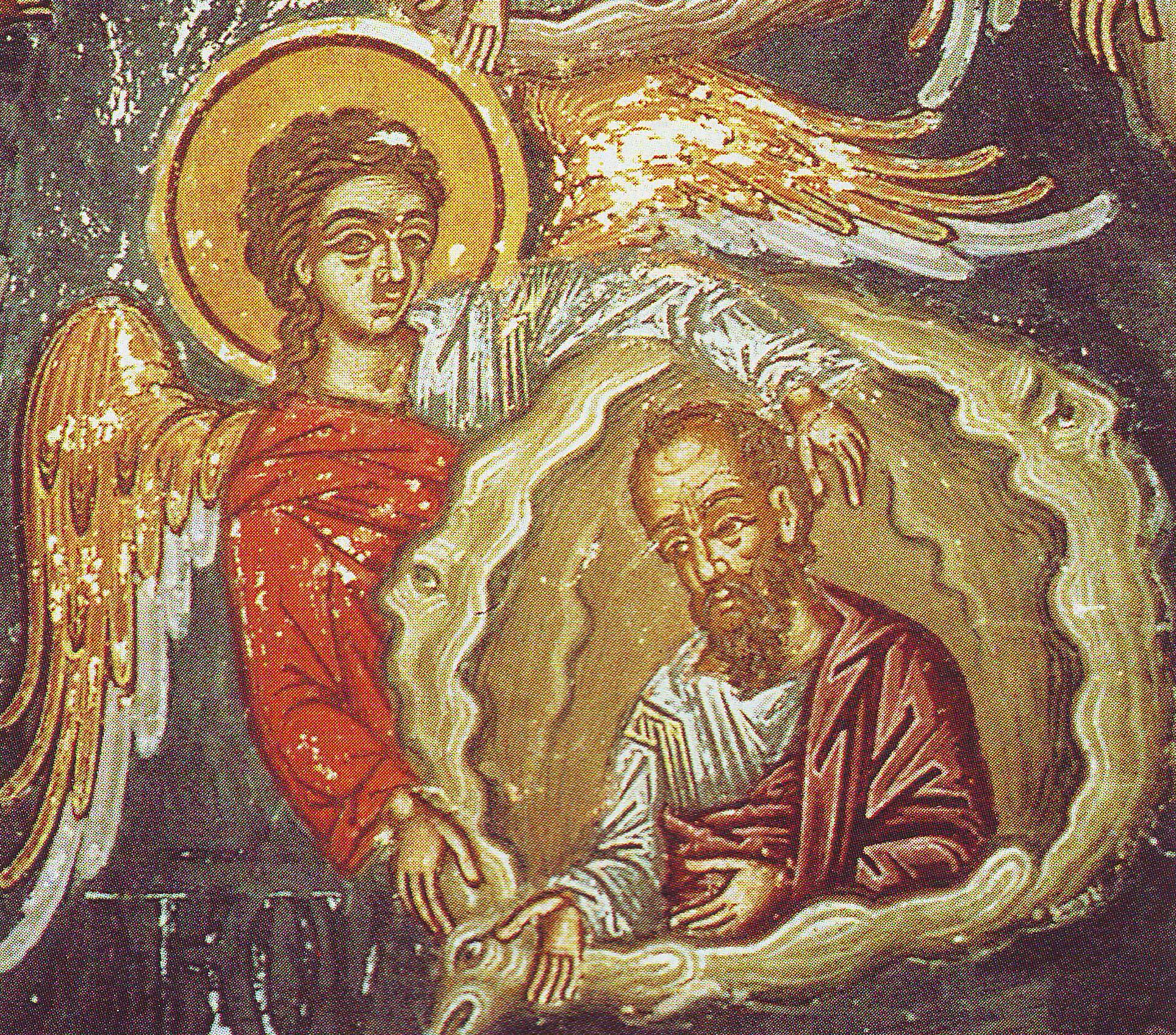
Nástěnná malba v katholikonu